# Walk Right In
Walk Right In är en countryblueskomposition av Gus Cannon. Låten spelades ursprungligen in 1929 med hans grupp Cannon's Jug Stompers, och utgavs på 78-varvare. Låten spelades in av folkmusiktrion The Rooftop Singers 1962, och utgavs som singel i december samma år. Deras version kom att toppa Billboardlistan i två veckor tidigt 1963. De gav också ut ett studioalbum med samma titel som nominerades till en Grammy för bästa folkalbum.
Dr. Hook and the Medicine Show spelade in en version 1976 till albumet Makin' Love And Music. Inspelningen utgavs även som singel och blev en hit i Sverige och Norge 1977.

## Listplaceringar, Rooftop Singers
| Lista (1963)   | Position              |
| -------------- | --------------------- |
| Danmark        | 18 (DR "Top 20")      |
| Frankrike      | 58                    |
| Kanada         | 1 (CHUM Hit Parade)   |
| Norge          | 10 (VG-lista)         |
| Storbritannien | 10 (UK Singles Chart) |
| USA            | 1 (Billboard Hot 100) |
| Västtyskland   | 24                    |

## Listplaceringar, Dr. Hook
| Lista (1977) | Position               |
| ------------ | ---------------------- |
| Norge        | 4 (VG-lista)           |
| Sverige      | 11 (Topplistan)        |
| USA          | 46 (Billboard Hot 100) |